# چندپور-۲
چندپور-۲ (به لاتین: Chandpur-2) یک منطقهٔ مسکونی در بنگلادش است که در ناحیه چاندپور واقع شده‌است.